# Snårtinamo
Snårtinamo (Crypturellus cinnamomeus) är en fågel i familjen tinamoer inom ordningen tinamofåglar. Den förekommer i tropiska skogar i Centralamerika. Fågeln minskar i antal, men beståndet anses vara livskraftigt.

## Utseende och läte
Snårtinamo är liksom andra tinamoer en hönsliknande fågel med nästan obefintlig stjärt. Karakteristiskt är den tydligt tvärbandade ovansidan och lysande rödaktiga ben. Fåglar i västra Mexiko är överlag ljusare och gråare, medan de i östra Mexiko och övriga Centralamerika är rostfärgad på bröst och buk. Sången som är visslande och spöklik hörs framför allt tidigare morgnar och sena kvällar.

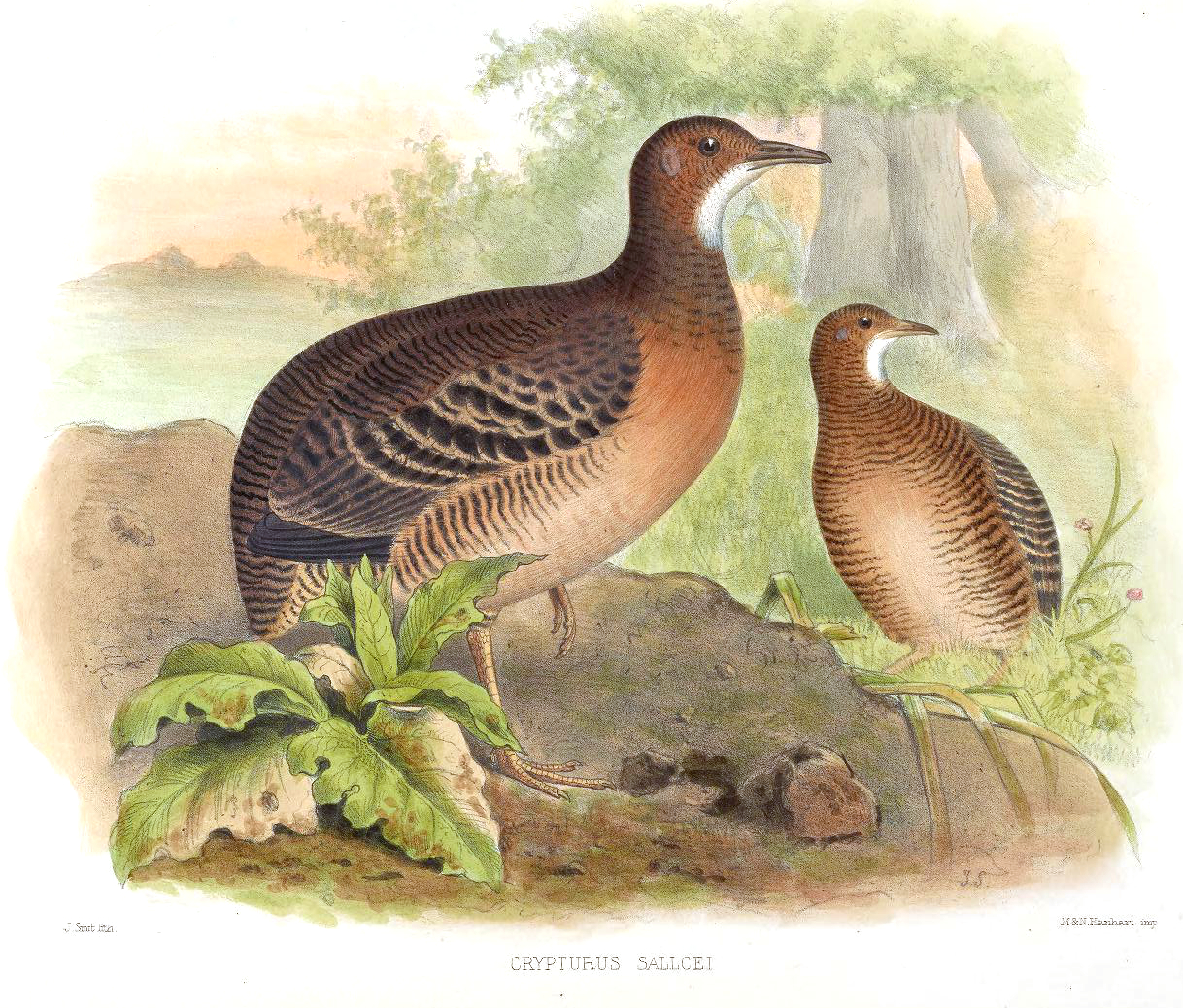

## Utbredning och systematik
Snårtinamon förekommer i Centralamerika och delas in i nio underarter med följande utbredning:
- Crypturellus cinnamomeus occidentalis – kustnära områden i västra Mexiko (Sinaloa till Guerrero)
- cinnamomeus-gruppen
  - Crypturellus cinnamomeus soconuscensis – Stillahavssluttning i södra Mexiko (Oaxaca och Chiapas)
  - Crypturellus cinnamomeus mexicanus – Atlantkusten i Mexiko (Tamaulipas till Puebla)
  - Crypturellus cinnamomeus sallaei – södra Mexiko (Puebla till södra Veracruz, Oaxaca och Chiapas)
  - Crypturellus cinnamomeus goldmani – sydöstra Mexiko (Yucatánhalvön) till norra Guatemala och norra Belize
  - Crypturellus cinnamomeus vicinior – högländerna i södra Mexiko (Chiapas) till Guatemala och centrala Honduras
  - Crypturellus cinnamomeus cinnamomeus – kustnära sydöstra Mexiko (Chiapas) till El Salvador och Honduras
  - Crypturellus cinnamomeus delattrii – Stillahavslåglandet i Nicaragua
  - Crypturellus cinnamomeus praepes – lågland i nordvästra Costa Rica

## Levnadssätt
Snårtinamon rör sig på marken i tropiska skogsområden. Den är skygg och svår att få syn på, men man kan ibland få skymten av den när den korsar vägar eller stigar.

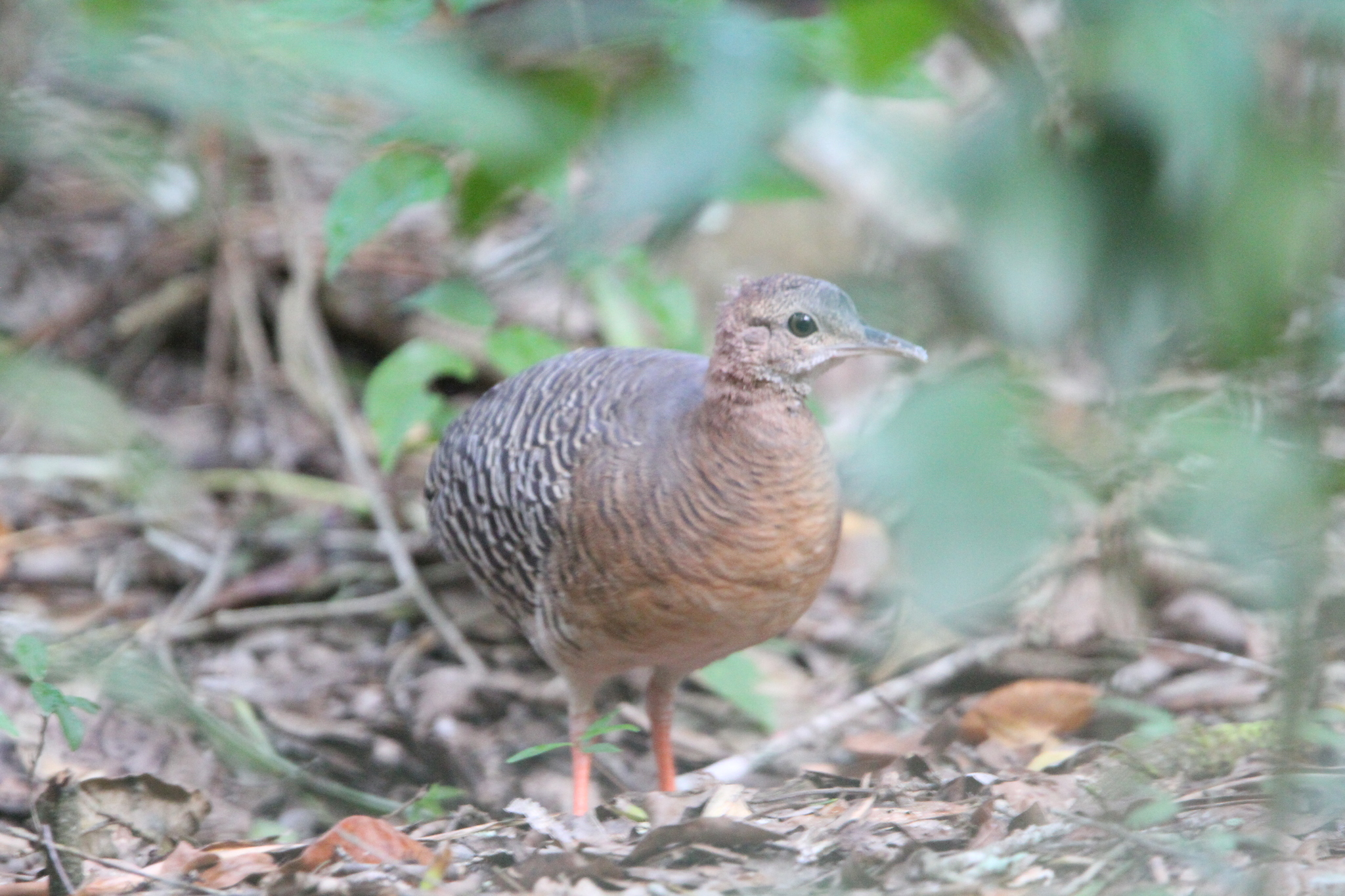

## Status och hot
Arten har ett stort utbredningsområde, men tros minska i antal, dock inte tillräckligt kraftigt för att den ska betraktas som hotad. Internationella naturvårdsunionen IUCN listar arten som livskraftig (LC). Beståndet uppskattas till i storleksordningen en halv miljon till fem miljoner vuxna individer.